# Euagra klagesi
Euagra klagesi är en fjärilsart som beskrevs av Rothschild 1912. Euagra klagesi ingår i släktet Euagra och familjen björnspinnare. Inga underarter finns listade i Catalogue of Life.